# Esperanza mía
Esperanza mía es una telenovela argentina producida por Pol-ka y distribuida por Dori Media Group desde el 6 de abril de 2015. Tras un año de éxito y logrando generar un gran impacto en Argentina,principalmente entre el público juvenil, el 14 de enero de 2016 se emitió el último episodio de la telenovela.Tras su transmisión original en Argentina por Canal 13, se transmitió principalmente por la cadena MTV en América Latina.Cuenta con un guion creado por Lily Ann Martin, Claudio Lacelli y Marta Betoldi.
Fue protagonizada por Lali Espósito y Mariano Martínez; y con las participaciones antagónicas de Tomás Fonzi, Natalie Pérez, Alejandro Fiore, Rita Cortese, Pedro Alfonso y Michel Noher. Cuenta además con las actuaciones estelares de Gabriela Toscano, Federico D'Elía, Ángela Torres, Franco Masini y Ana Maria Picchio.
Es una de las primeras telenovelas argentinas en ser grabadas en ultra alta definición. Aunque no sea una adaptación, posee similitudes con la película estadounidense Cambio de hábito.
En julio de 2015 se presentó una adaptación teatral en el teatro Ópera de Buenos Aires, Argentina.

## Historia
Julia Albarracín (Lali Espósito) es una joven de 21 años que vive en Colonia La Merced, un pequeño pueblo de la provincia de Buenos Aires, junto a Blanca, su madre adoptiva. La contaminación generada por la planta en la que trabajaba enferma a Blanca, quien finalmente fallece. Antes de morir, le da a su hija las pruebas necesarias para demostrar la responsabilidad de la fábrica y, por ende, de sus dueños.
Cuando Julia intenta recurrir a la justicia, comienzan a perseguirla dos matones enviados por uno de los dueños de la empresa, por lo que escapa hacia Buenos Aires para pedir ayuda a una vieja amiga de su madre, Concepción (Ana Maria Picchio). Concepción es la madre superiora del Convento Santa Rosa y decide hacer pasar a Julia por novicia, para ocultar su identidad y protegerla. La joven se interna en el convento bajo el nombre de Esperanza, pero su llegada genera varios conflictos con el resto de las monjas. Allí conoce a Clara (Gabriela Toscano), una monja que resulta ser su madre biológica.
Tomás Ortiz (Mariano Martínez) es un joven sacerdote que regresa a Buenos Aires, su ciudad natal. Junto con su hermano Máximo (Tomás Fonzi) es dueño de la fábrica que intenta denunciar Julia. Máximo es quien está al frente de la empresa y está al tanto de las denuncias de contaminación. Está comprometido con Eva Monti (Natalie Pérez), la exnovia de su hermano.
Tomás comienza a ayudar al Convento Santa Rosa, lo que lo lleva a establecer un vínculo muy especial con Esperanza. Ambos comienzan a enamorarse, pero la vocación religiosa de él y el supuesto rol de novicia de ella hacen que vivan un romance prohibido.

## Temporada
| Temporada | Temporada | Episodios | Episodios | Lanzamiento original | Lanzamiento original |
| Temporada | Temporada | Episodios | Episodios | Primera emisión      | Última emisión       |
| --------- | --------- | --------- | --------- | -------------------- | -------------------- |
|           | 1         | 192       | 192       | 6 de abril de 2015   | 14 de enero de 2016  |

## Elenco

### Protagonistas
- Lali Espósito - Julia Albarracín / Esperanza Correa Anselmo de Ortiz
- Mariano Martínez - Tomás Ortiz
- Gabriela Toscano - Clara Anselmo
- Federico D'Elía - Jorge Correa
- Tomás Fonzi - Máximo Ortiz
- Natalie Pérez - Eva Monti
- Ángela Torres - Lola Fiore
- Ana Maria Picchio - Concepción

### Coprotagonistas
- Rita Cortese - Genoveva
- Carola Reyna - Beatriz
- Franco Masini - Pedro Correa
- Jimena Barón - Gilda Albarracín
- Mónica Cabrera - Juana
- Stéfano De Gregorio - Federico Minelli
- Pedro Alfonso - Esteban "Gato" Méndez
- Michel Noher - Nicolás Aguilera
- Florencia Ortiz - Alicia
- Mercedes Funes - Leticia Sosa
- Minerva Casero - Dominga Contreras
- Margarita Molfino - Corina
- Karina K - María
- Laura Cymer - Diana
- Gipsy Bonafina - Suplicio
- Vanesa Butera - Carmela
- Virginia Kaufmann - Pilar
- Leticia Siciliani - Nieves
- Alberto Fernández de Rosa - Obispo Marcucci
- Federico Barga - Oscar "Osqui" Fiore
- Carlos Kaspar - Fortunato
- Camila Mateos - Valentina
- Abril Sánchez - Julieta Arrain
- Manuel Ramos - Santiago
- Lucía Pecrul - Mercedes
- Nicolás Riedel - Alumno Santa Rosa
- Barbie Vélez - Milagros "Milli" Del Pombo
- Alejandro Fiore - Germán Pereyra
- Luciano Pereyra - Joaquín
- Malena Luchetti - Patricia Machado "Pato"
- Eliseo Barrionuevo - Miguel
- Alejandra Majluf - Débora "La Turca"
- Paula Brasca - Cynthia
- Valeria Lynch - Celeste
- Alejandro Botto - Sergio
- Belén Pasqualini - Emilia
- Andrea Garrote - Graciela
- Lucas Velasco - Ángel "Monito" Marrapodi
- Anita Gutiérrez - Inés
- José María Listorti - Toty Garibaldi
- Sabrina Rojas - Faustina
- Paula Chaves - Paula Gatica
- Santiago Vázquez - Juan José "Juanjo"

## Audiencia y recepción
Esperanza mía se emitió por primera vez en Canal 13 el 6 de abril de 2015. El capítulo inicial tuvo un promedio de 17.3 puntos de rating (con un pico de 20.9), y se ubicó en segundo lugar entre lo más vistos, detrás de Las mil y una noches, transmitida por el mismo canal. Hasta el mes de septiembre, fue la ficción nacional que más había medido y la única en dos años en superar consistentemente los 15 puntos de rating. Con un promedio anual de 14,2 puntos, se convirtió en la ficción nacional más vista de 2015 en Argentina.
Iván Basso, de ciudad.com, dijo que el programa era una adecuada comedia romántica, "un soplo de aire cálido, absolutamente necesario en la bulliciosa TV de estos días", y destacó la "química" de la pareja protagónica. Por su parte, Dolores Moreno, de La Nación, describió la propuesta como "una fórmula harto conocida", pero con algunas características adecuadas para un público familiar.
El programa recibió algunas críticas de sectores católicos y conservadores por tener a un sacerdote como protagonista de una historia de amor. Antes de que saliera al aire, un sacerdote de San Luis inició una campaña online para pedirle al canal que no lo emitiese. El sacerdote argumentó: "Nos preguntamos por qué los productores y guionistas al narrar una historia sobre la fe, siempre se agravie la sensibilidades religiosas (sic) y no se respete la dimensión y vocación religiosa". De manera similar, cuando se anunció que la presentación oficial de la telenovela se realizaría el 25 de marzo con un espectáculo en vivo frente a la catedral de La Plata, un grupo de vecinos y Cristian Viña, sacerdote y secretario de prensa del Arzobispado de esa ciudad, reclamaron que no se hiciera por considerarlo una ofensa y un acto de provocación.

## Productos derivados

### Música
La cortina musical, «Tengo Esperanza», está interpretada por Espósito, quien canta también «Júrame», «Cómo haremos», «Me muero por vos», «Esperanza mía», «Siempre brilla el sol», «Gloria», «El ritmo del momento», «Mi luz», «La fruta prohibida» y «Necesito», esta última contó con un videoclip. Uno de los principales temas románticos de la pareja protagónica es «Seré», cantado por Luciano Pereyra.
En mayo de 2015, salió a la venta la banda sonora de la serie, que incluye once canciones: nueve interpretadas por Espósito, una por Carlos Rivera y una por Ángela Torres. A un mes de su lanzamiento, obtuvo un disco de oro, y en agosto del mismo año recibió disco de platino.

### Merchandising
El merchandising relacionado con el programa incluye un álbum de figuritas, discos, pósteres, artículos escolares y disfraces de monja. También se lanzó un juego musical para smartphones y tablets.

### Teatro
El 4 de julio de 2015 se estrenó la versión teatral del ciclo en el teatro Ópera Allianz, protagonizada por Espósito y Martínez y con el elenco de la serie televisiva. El musical fue visto por más de 100 mil espectadores.
 Las funciones se retomaron en septiembre, y además realizaron una gira, llamada Esperanza mía, el musical, en las ciudades de Rosario y Córdoba. En diciembre Esperanza mía, el musical, se despidió en el estadio Luna Park.

## Emisiones en otros países
Distribuida por Dori Media Group, Esperanza mía ha sido vendida a Vietnam, Indonesia, Israel, España, Polonia, Bolivia y Hungría. En países no hispanohablantes, tiene el título de My Lovely Hope. Se emitió en Uruguay y Paraguay, y comenzó a transmitirse en España en diciembre de 2015. En noviembre de 2016, empezó a emitirla MTV Latinoamérica. En diciembre de 2016 comenzó a transmitirse en Chile por Chilevisión, donde el público criticó la decisión del canal de doblar la telenovela al español chileno porque «se usan modismos porteños, mucha palabra y frases que no se entienden. Allá funciona, pero acá no». Al respecto, Espósito comentó que «me da mucha pena, porque me encantaría que escucharan mi voz y la manera en que digo las cosas». En 2017 comenzó a emitirse por Latina Televisión de Perú.

## Premios y nominaciones
Esperanza mía ha sido nominado a cinco premios Kids Choice Awards Argentina, de los cuales ganó tres, a cinco premios Tato, de los que recibió uno, y a once premios Martín Fierro, de los que obtuvo tres. También recibió una nominación al premio Gardel, otra a los premios Fund TV, dos a los Seoul Drama Awards y un Premio Argentores de la Sociedad General de Autores de la Argentina.

### Kids Choice Awards Argentina
| Año  | Categoría        | Nominado          | Resultado |
| ---- | ---------------- | ----------------- | --------- |
| 2015 | Actriz favorita  | Lali Espósito     | Ganadora  |
| 2015 | Actriz favorita  | Ángela Torres     | Nominada  |
| 2015 | Actor favorito   | Mariano Martínez  | Ganador   |
| 2015 | Serie favorita   | Esperanza mía     | Ganadora  |
| 2015 | Canción favorita | «Tengo Esperanza» | Nominada  |

### Premios Tato
| Año  | Categoría                | Nominado          | Resultado |
| ---- | ------------------------ | ----------------- | --------- |
| 2015 | Ficción diaria           | Esperanza mía     | Nominada  |
| 2015 | Mejor actriz protagónica | Lali Espósito     | Ganadora  |
| 2015 | Mejor actriz de reparto  | Rita Cortese      | Nominada  |
| 2015 | Mejor actriz de reparto  | Jimena Barón      | Nominada  |
| 2015 | Cortina musical          | «Tengo Esperanza» | Nominada  |

### Premios Martín Fierro
| Año  | Categoría                             | Nominado          | Resultado |
| ---- | ------------------------------------- | ----------------- | --------- |
| 2016 | Ficción diaria                        | Esperanza mía     | Ganadora  |
| 2016 | Actriz protagonista de ficción diaria | Lali Espósito     | Nominada  |
| 2016 | Actriz protagonista de ficción diaria | Gabriela Toscano  | Nominada  |
| 2016 | Actriz protagonista de ficción diaria | Ana María Picchio | Nominada  |
| 2016 | Actor protagonista de ficción diaria  | Mariano Martínez  | Nominado  |
| 2016 | Actor protagonista de ficción diaria  | Tomás Fonzi       | Nominado  |
| 2016 | Actriz de reparto                     | Jimena Barón      | Nominada  |
| 2016 | Actriz de reparto                     | Rita Cortese      | Nominada  |
| 2016 | Revelación                            | Leticia Siciliani | Ganadora  |
| 2016 | Revelación                            | Pedro Alfonso     | Nominado  |
| 2016 | Cortina musical                       | «Tengo Esperanza» | Ganadora  |

### Premios Gardel
| Año  | Categoría                                      | Nominado      | Resultado |
| ---- | ---------------------------------------------- | ------------- | --------- |
| 2016 | Mejor álbum banda de sonido de cine/televisión | Esperanza mía | Nominado  |

### Premios Fund TV
| Año  | Categoría      | Resultado |
| ---- | -------------- | --------- |
| 2016 | Ficción diaria | Nominada  |

### Seoul Drama Awards
| Año  | Categoría             | Nominado      | Resultado |
| ---- | --------------------- | ------------- | --------- |
| 2016 | Mejor serie dramática | Esperanza mía | Nominada  |
| 2016 | Mejor actriz          | Lali Espósito | Nominada  |

### Premios Argentores
| Año  | Categoría                  | Nominado      | Resultado |
| ---- | -------------------------- | ------------- | --------- |
| 2016 | Mejor telenovela episódica | Esperanza mía | Ganadora  |